# Drie toverstokjes
Drie toverstokjes is het 161ste stripverhaal van Jommeke. De reeks wordt getekend door striptekenaar Jef Nys.

## Verhaal
Smosbol komt bij Anatool wonen maar hij heeft vlooien. Anatool besluit ze in het kanaal te gaan verdrinken. Als ze terugkeren zien ze hoe een kist uit een vrachtwagen valt. Er zit goochelmateriaal in. Dat brengt Anatool op een idee en hij wordt goochelaar. Een paar weken later geven ze hun eerste voorstelling op het dorpsplein. Elke act mislukt echter en Anatools carrière is alweer voorbij. Dan herkent een zekere meneer Toveraski zijn goochelspullen en krijgt ze terug van Anatool. Enkel het toverstokje werd vergeten en zit nog in Anatools achterzak. Terug in zijn hut ontdekt hij het en kwaad gooit hij het bij het brandhout. Het springt open en er valt een papiertje uit met de boodschap: Zoek twee en drie  en ga naar het kasteel. Dan komt Jommeke het stokje zoeken. Die brengt het naar het huis van Toveraski en wordt door Anatool gevolgd. Zo komt die te weten waar het tweede en derde stokje zich bevinden. Hij breekt in in de woonwagen waar het tweede zich bevindt. Jommeke denkt dat hij zeker ook achter het derde zal aangaan. Dat bevindt zich in het kasteel van Boudini, de leermeester van Toveraski, vlak bij de stad Huedin in Transsylvanië. Ze willen er met de vliegende bol naartoe vliegen maar daar is Anatool al mee weg. Ze nemen de vliegende eieren in de plaats. In het kasteel heeft Anatool het derde stokje al bemachtigd en hij kent nu de hele boodschap:
Zoek twee en drie en ga naar het kasteel.
Zoek een en drie en daal af in de diepste kerker.
Zoek een en twee en druk op de grote blauwe steen.
Anatool gaat naar de kerker en drukt op de blauwe steen. Hij ontdekt een geheime gang maar daar komt plots een spook uit gelopen. Anatool vlucht rakelings langs Jommeke en zijn vrienden weg. Dan blijkt het spook Toveraski's collega te zijn met een laken over zich heen. Die heeft de geheime gang toevallig ontdekt. Erin vinden ze kisten vol blokken goud. Hun leermeester Boudini, die expert was in het openen van sloten, is blijkbaar niet altijd op het rechte pad gebleven en heeft vele kluizen gekraakt. Hij verstopte de briefjes in de toverstokjes. Ze besluiten het goud te gebruiken om arme mensen te helpen.

## Achtergronden bij het verhaal
- In dit nummer verschijnt Anatools kennis Smosbol voor de derde keer.
  - De eerste keer was in album 47, Diamanten in de zoo, waarin Anatool en Smosbol een diamanten ketting proberen te bemachtigen, die in de handen van Choco is terechtgekomen.
  - De tweede keer was in album 48, De zilveren giraf, waarin Anatool een zilveren giraf hielp te bemachtigen.
- Boudini is een allusie op Houdini.